# Francisco Gonzales
Francisco Paula Gonzales, né le 26 janvier 1937 à Manille et mort le 7 mai 1964 dans le comté de Contra Costa (Californie), est un marin et un meurtrier de masse philippin.
En 1960, il participe à l'épreuve Dragon avec Fausto Preysler et Jesus Villareal des Jeux olympiques d'été de 1960. Après les Jeux olympiques, il déménage à San Francisco.
Sa femme a demandé le divorce et il s’est endetté. Le 6 mai 1964, il s'envole pour Reno. Le lendemain, Gonzales est sur son vol de retour : le vol 773 de Pacific Air Lines. Il tire et tue les deux pilotes, puis lui-même. Le Fairchild F-27 s'est écrasé, tuant les 44 personnes à bord. L'enquête a montré que Gonzales avait souscrit une police d'assurance-vie de 100 000 $ pour sa femme.